# St. Johannes der Täufer (Allmus)
| St. Johannes der Täufer und Michael (Allmus) |                                 |
|                                              |                                 |
| Ort                                          | Allmus                          |
| Konfession                                   | römisch-katholisch              |
| Diözese                                      | Fulda                           |
| Patrozinium                                  | Johannes der Täufer und Michael |
| Bautyp                                       | Saalkirche                      |
| Funktion                                     | Filialkirche                    |

Die katholische Filialkirche St. Johannes der Täufer ist ein denkmalgeschütztes Kirchengebäude in Allmus, einem Ortsteil von Hofbieber im Landkreis Fulda (Hessen). Sie ist Filiale der Pfarrei Heilige Schutzengel Vorderrhön im Dekanat Rhön des Bistums Fulda.

## Geschichte und Architektur
Die Kirche ist ein kleiner gotischer Rechteckbau mit schmalerem, gerade geschlossenem Chor. Der Ostchor stammt vor 1500 und wurde um 1700 erneuert. An der Nordseite wurde ein monolithisches romanisches Rundbogenfenster wiederverwendet. Der Chor ist mit einer Spitzbogentonne gewölbt. 1958 wurden Wandmalereien vom Anfang des 15. Jahrhunderts freigelegt. An der Südseite sind es sieben Apostel und an der Nordseite sechs weibliche Heilige und die Reste von Marienszenen. Der Altar und die Westempore stammen aus der Zeit um 1700. Das Altarblatt wurde 1905 angefertigt.